# Bengt Gustavsson
Pour les articles homonymes, voir Gustavsson.
Bengt Olov Emanuel Gustavsson, dit Julle Gustavsson, né le 13 janvier 1928 à Ringarum et mort le 16 février 2017 à Norrköping,, est un footballeur et entraîneur suédois de football.

## Carrière
Bengt Gustavsson commence sa carrière à Gusum avant de venir à l'IFK Norrköping en 1949. Entre 1956 et 1961, il évolue dans le club italien de l'Atalanta Bergame puis termine sa carrière en Suède à l'Åtvidabergs FF en 1965.
Il a été sélectionné à 57 reprises en sélection suédoise, prenant notamment part à la finale de la Coupe du monde 1958 face au Brésil et à la médaille de bronze aux Jeux olympiques d'été de 1952.
Après sa retraite en tant que joueur, il se reconvertit en entraîneur occupant ce poste successivement dans l'équipe de Suède des moins de 21 ans, l'Östers IF, le Hammarby IF et l'IFK Norrköping.